# Laura Russell
Pas d'image ? Cliquez ici

a Compétitions nationales et continentales officielles uniquement.

b Matchs officiels uniquement.
Dernière mise à jour le 2 août 2014.
Laura Marie Russell, née le 10 novembre 1988, est une joueuse canadienne de rugby à XV, occupant le poste de pilier en équipe du Canada de rugby à XV féminin.
Elle est originaire de Bolton en Ontario, et diplômée de l'Université de Western,.
Elle connaît sa première sélection en équipe nationale du Canada de rugby à XV en 2011 contre l'Afrique du Sud.
Elle est retenue pour disputer la Coupe du monde féminine de rugby à XV 2014 après une tournée dans l'hémisphère Sud (victoire 22-0 face aux Australiennes, deux revers face à la Nouvelle-Zélande 16-8 et 33-21).
Elle dispute les trois matchs de poule, un comme titulaire du poste de pilier, deux comme remplaçante. Le Canada se qualifie pour les demi-finales après deux victoires et un match nul concédé contre l'Angleterre 13-13 en poule. Le Canada gagne la France 18-16 et se qualifie pour la finale,. C'est la première fois que le Canada parvient à ce stade de la compétition et c'est seulement la quatrième nation à réaliser cette performance.
Sa sœur Kelly fait également partie de l'équipe nationale qui dispute la Coupe du monde féminine de rugby à XV 2014, Kelly compte 35 sélections avant la Coupe du monde 2014.
En septembre 2022 elle est sélectionnée pour disputer la Coupe du monde de rugby à XV en Nouvelle-Zélande sous les couleurs de son pays.

## Palmarès
(au 02.08.2014)
- sélections en Équipe du Canada de rugby à XV féminin
- participation à la Coupe du monde féminine de rugby à XV 2014, finaliste.